# Sage Rosenfels
Sage J. Rosenfels (født 6. marts 1978 i Maquoketa, Iowa, USA) er en tidligere amerikansk footballspiller, der spillede i NFL som quarterback.. Rosenfels spillede i ligaen fra 2001-2012, og repræsenterede blandt andet Miami Dolphins i fire sæsoner.

## Klubber
- Washington Redskins (2001)
- Miami Dolphins (2002–2005)
- Houston Texans (2006–2008)
- Minnesota Vikings (2009)
- New York Giants (2010–2011)
- Miami Dolphins (2011)
- Minnesota Vikings (2011–2012)